# Lhok Seutui
Lhok Seutui is een bestuurslaag in het regentschap Aceh Utara van de provincie Atjeh, Indonesië. Lhok Seutui telt 1291 inwoners (volkstelling 2010).